# Mönchhof
Mönchhof (en húngaro: Barátudvar) es una ciudad localizada en el Distrito de Neusiedl am See, estado de Burgenland, Austria.
- Datos: Q791141
- Multimedia: Mönchhof / Q791141

1. ↑  Worldpostalcodes.org, código postal n.º 7123.